# Das Mädchen von Hongkong
Das Mädchen von Hongkong ist ein deutscher Abenteuerfilm aus dem Jahre 1973 mit Joachim Fuchsberger in der Hauptrolle. Regie führte Jürgen Roland.

## Handlung
Frank Boyd fliegt nach Hongkong, um seinen alten Kumpel Edward Collins zu besuchen, der sich dort eine lukrative Existenz aufgebaut hat und demnächst die attraktive Meredith Harris heiraten will. Doch kaum angekommen, erfährt Frank, dass sein Freund soeben ermordet wurde. Er fiel vor der Lagerhalle des Transportunternehmers Delgado im Hongkonger Hafen einem Scharfschützen zum Opfer. Kurz zuvor hatte Edward einen geheimnisvollen Koffer bei seiner Verlobten deponiert, doch der ist leer. Boyd möchte auf jeden Fall den Tod seines Freundes nicht ungesühnt lassen. Und so beginnt er, den Mörder von Collins zu suchen. Außerdem hat Merediths Vater eine Prämie in Höhe von 10.000 HK-Dollar auf die Ergreifung des Täters ausgesetzt, und die kann Boyd gut gebrauchen.
Boyd zur Seite steht die junge Chinesin Mai Li, die er kurz zuvor kennengelernt hatte. Unlängst hatte er diesem Mädchen aus Macau aus der Patsche geholfen, als er für sie bürgte und ihr damit die Einreise nach Hongkong ermöglichte. Als Sicherheit musste Boyd seinen Personalausweis beim Zoll hinterlegen. Erst gegen Zahlung von 2000 HK-Dollar bekommt er seinen Ausweis zurück. Frank kann mit einem Vorschuss von Harris seinen Pass auslösen und beginnt mit der Suche nach dem Mörder. In Hongkong gibt es mächtige Kreise, die ihm Hindernisse in den Weg legen. Bald bekommt er es mit dem undurchsichtigen Delgado zu tun, der ebenso skrupellos wie brutal auftritt.
Delgado hat bereits entschieden, Boyd beseitigen zu lassen. Währenddessen besucht Frank Edwards altes Apartment, in der Hoffnung, dort etwas über seinen möglichen Mörder zu finden. Boyd entdeckt in der Wohnung ein Päckchen Heroin. Drei chinesische Gangster, Delgados Leute, die ihn dorthin verfolgt haben, versuchen vergeblich, ihn zu überwältigen. Sie schießen auf Frank, als er über die Dächer von Hongkong zu entkommen versucht. Dort stellt ihn die Hongkonger Polizei, die ihn zu Captain Richmond bringt. Boyd übergibt ihm das Heroin und bittet ihn, auch den leeren Koffer auf Spuren von Heroin zu überprüfen. Im Haus von Harris stellt er den chinesischen Gärtner, der offensichtlich etwas mit dem Verschwinden des Kofferinhaltes zu tun hat. Von einer Telefonzelle informiert dieser seine Hintermänner, wie Frank mit einem Fernglas beobachtet. Wenig später wird der Gärtner im Swimmingpool von Mr. Harris tot aufgefunden.
Als er in die abbruchreife Lagerhalle Delgados eindringt, um einer weiteren Spur nachzugehen, gerät er in das Maschinengewehrfeuer seiner chinesischen Widersacher. Nur mühsam kann Boyd fliehen. Bei einem Telefonat mit Delgado rät dieser ihm, sofort aus Hongkong abzureisen. Delgado droht außerdem, „einer Dame aus Ihrem Bekanntenkreis“ etwas anzutun, sollte er bleiben. Tatsächlich geht Boyd zum Flughafen und tut so, als wolle er abreisen. Dabei wird er von Delgado beobachtet. Heimlich kehrt Frank jedoch nach Hongkong zurück. Auf dem Markt trifft er Mai Li wieder, die bereit ist, ihm zu helfen.
Delgado hat inzwischen mitbekommen, dass Boyd heimlich nach Hongkong zurückgekehrt ist und lässt daraufhin Mai Li vom Markt, wo sie arbeitet, entführen. Man versucht aus ihr den Aufenthaltsort Boyds herauszuprügeln. Doch dieser befreit sie aus Delgados Gefangenschaft. Anschließend schleicht er sich auf eine Dschunke, die regelmäßig Särge zum Hongkonger Friedhof transportiert. Boyd stellt fest, dass diese Transportdschunke zum Drogenschmuggel eingesetzt wird. Bevor er entdeckt wird, springt Boyd ins Wasser. Dann kehrt er in die Villa von Mr. Harris zurück. Boyd erklärt Edwards Witwe, dass ihr Mann am schwunghaften Drogenhandel teilgenommen hatte. Die Sargdschunken dienten zum Herointransport. Plötzlich kommt nicht nur Harris dazu, sondern auch Delgado. Der zückt eine Pistole und nimmt Catherine als Geisel. Dann gesteht er den Mordauftrag an Collins. Mit einem präparierten Feuerzeug, in Wirklichkeit eine Pistole, schießt Meredith Delgado ins Gesicht, und dieser fällt tot um.
Frank Boyd konfrontiert Mr. Harris mit seinen Recherchen. Dann gibt es eine große Überraschung. Harris selbst ist der Chef des Drogenhandels, Delgado diente nur als sein Handlanger. Schließlich taucht Captain Richmond auf und verhaftet Harris. Mai Li, die währenddessen im Versteck auf Franks Rückkehr wartet, wird aus dem Hinterhalt vom selben Killer ermordet, der schon Edward Collins auf dem Gewissen hat. Boyd wird ausgerichtet, dass Mai Li, das Mädchen von Hongkong, „nach Hause“ gegangen sei.

## Produktionsnotizen
Das Mädchen von Hongkong wurde 1972 vor Ort in Hongkong gedreht. Die Uraufführung war am 30. März 1973.
Herbert Reinecker schrieb das Drehbuch nach seiner eigenen Romanvorlage. Sein Kollege Werner P. Zibaso war ungenannt am Filmmanuskript beteiligt. Peter Rothe entwarf die Filmbauten. Die Herstellungsleitung übernahm Ludwig Spitaler.
Arthur Brauss wurde von Christian Brückner synchronisiert.

### DVD
Der Film ist im Rahmen der Reihe „Juwelen der Filmgeschichte“ am 28. März 2014 auf DVD erschienen: Das Mädchen von Hongkong – Die Hongkong-Reißer, Anbieter: Filmjuwelen (Alive AG).

## Kritik
Das Lexikon des Internationalen Films schrieb: „Abenteuerfilm auf dem Niveau eines Groschenromans, aber publikumswirksam realisiert.“ Eine weitere Kritik im Lexikon des Internationalen Films sprach von „unterschwelligen, rassistischen Tendenzen“.
In moviemaster.de hieß es: „So lässt auch ‚Das Mädchen von Hongkong‘ kein Klischee aus - manchmal bis zum Grad der Unerträglichkeit. Nur für ‚Kult-Fans‘ der frühen 1970er erträglich.“
„‘Blacky’ im plumpen Groschenromanformat“ befand der Onlineauftritt von Cinema.